# Australoporus
Australoporus is een geslacht van schimmels behorend tot de familie Polyporaceae. Het geslacht omvat slechts een soort, namelijk Australoporus tasmanicus.